# Scala blues
La scala blues è una scala musicale esafonica che si ottiene aggiungendo un cromatismo tra il terzo e il quarto grado di una scala pentatonica minore; ossia tra il quarto e quinto grado della scala diatonica di appartenenza.
La nota aggiuntiva è spesso considerata una blue note in ragione del fatto che in gran parte della musica blues tradizionale essa viene intonata in maniera lievemente calante (a meno che lo strumento musicale lo impedisca).
La sua formula è: 1, ♭3, 4, ♭5, 5, ♭7, 8, dove i numeri sono le note della scala diatonica della tonalità scelta e il segno '♭' indica un bemolle.
La successione di intervalli è quindi: tono e mezzo, tono, semitono, semitono, tono e mezzo, tono.

## Esempio

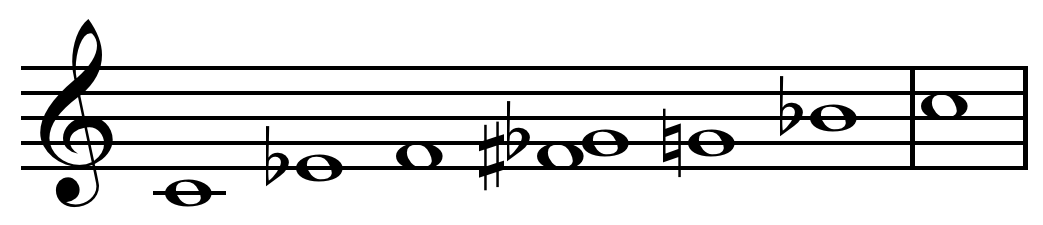
Scala blues in Do

Definiamo la scala diatonica di Do:
Do Re Mi Fa Sol La Si Do
La scala blues in Do è:
Do (1), Mi♭ (♭3), Fa (4), Sol♭ (♭5), Sol (5), Si♭ (♭7), Do (8)

## Le 12 scale blues
Scala blues in Do:
Do - Mi♭ - Fa - Sol♭ - Sol - Si♭ - Do
Scala di blues in Do♯ o Re♭:
Do♯ - Mi - Fa♯ - Sol - Sol♯ - Si - Do♯
Re♭ - Fa♭ - Sol♭ - Sol - La♭ - Do♭ - Re♭
Scala blues in Re:
Re - Fa - Sol - La♭- La - Do - Re
Scala di blues in Mi♭:
Mi♭ - Sol♭ - La♭ - La - Si♭ - Re♭ - Mi♭
Scala blues in Mi:
Mi - Sol - La - Si♭ - Si - Re - Mi
Scala di blues in Fa:
Fa - La♭ - Si♭ - Si - Do - Mi♭ - Fa
Scala di blues in Fa♯ o Sol♭:
Fa♯ - La - Si - Do - Do♯ - Mi - Fa♯
Sol♭ - La - Do♭ - Do - Re♭ - Fa♭ - Sol♭
Scala di blues in Sol:
Sol - Si♭ - Do - Re♭ - Re - Fa - Sol
Scala di blues in La♭:
La♭ - Do♭ - Re♭ - Re - Mi♭ - Sol♭ - La♭
Scala blues in La:
La, Do, Re, Re♯, Mi, Sol, La
Scala di blues in Si♭:
Si♭ - Re♭ - Mi♭ - Mi - Fa - La♭ - Si♭
Scala di blues in Si:
Si - Re - Mi - Fa - Fa♯ - La - Si